# Getijdenboek van Johanna van Castilië

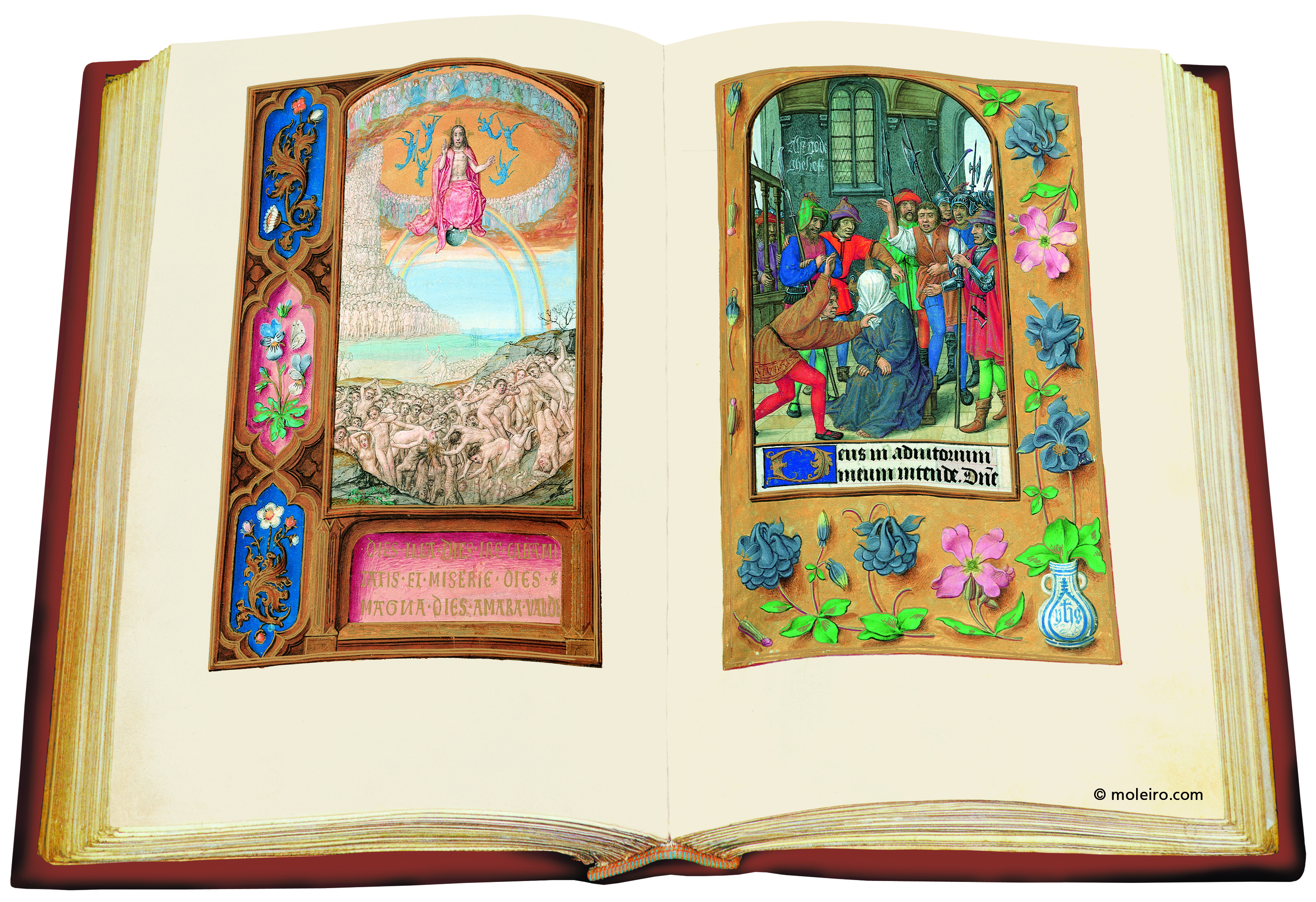
De bespotting van Christus f23r.

Het Getijdenboek van Johanna van Castilië is een verlucht getijdenboek volgens het liturgisch gebruik van Rome, uit het begin van de 16e eeuw, verlucht door Gerard Horenbout en Alexander Bening. en nu bewaard in de British Library in Londen als Add. Ms. 35313. Het getijdenboek wordt soms ook The London Rothschild Hours genoemd.

## Geschiedenis
Het boek was in het bezit van Ferdinand James Anselm de Rothschild (1839–1898), Baron de Rothschild, die in Parijs was geboren als tweede zoon van de Oostenrijkse Anselm Salomon von Rothschild. Hij bracht zijn leven door in Engeland als bankier en was daarnaast een fervent verzamelaar van oude handschriften. Hij schonk het getijdenboek in 1898 aan de British Library. Van de voorafgaande geschiedenis van het handschrift is niets bekend.

## Codicologische beschrijving
Het getijdenboek is samengesteld uit 237 perkamenten folia van 237 op 163 mm. Er zijn 7 schutbladen, 2 in modern papier en 1 in perkament vooraan en 2 papieren en 2 perkamenten bladen achteraan. Het tekstblok is 105 op 105 mm groot, maar elke tekstblok heeft een buitenmarge van ca. 28.mm. De tekst is geschreven in één kolom van 16 lijnen per blad.
Het handschrift bevat 75 volbladminiaturen  en 12 bas de page miniaturen en elke tekstbladzijde is versierd met een marge in Gent-Brugse stijl. Blanco gedeeltes van de tekstlijnen werden opgevuld met geschilderde lijnvullers versierd met goud. Ook de initialen in de tekst zijn rijkelijk versierd,  ze zijn in goud op een rode of blauwe achtergrond. Er is zeer veel bladgoud en lapis lazulli gebruikt bij de versiering van het handschrift
De kalenderbladen hebben een bladspiegel van 119 bij 193 mm., het tekstblok is 74 op 123 à 134 mm groot. Het bevat 30 tot 33 lijnen afhankelijk van de maand (2 titellijnen en één lijn per dag). Bovenaan is het teken van de dierenriem voor de maand afgebeeld en in de bas de page een miniatuur die de activiteiten van de maand illustreert. In de buitenmarge zijn de bijzondere heiligen van de maand afgebeeld in medaillons in een soort architecturaal kader.

## Inhoud
| Folia           | Omschrijving                                                                  |
| --------------- | ----------------------------------------------------------------------------- |
| ff. 1v-7r:      | Kalender                                                                      |
| ff. 8r-9v:      | Gebed tot het heilige aangezicht van Christus                                 |
| ff. 10v-17r:    | Uittreksels uit de vier evangeliën                                            |
| ff. 18v-32v:    | Kleine getijden van het Heilig Kruis                                          |
| ff. 33v-39v:    | Kleine getijden van de Heilige Geest                                          |
| ff. 39v-45v:    | Mis voor de Heilige maagd Maria                                               |
| ff. 46r-49v:    | Obsecro te (gebed tot de H. maagd)                                            |
| ff. 50r-52v:    | O intemerata (gebed tot de H. maagd)                                          |
| ff. 53r-55r:    | De zeven Vreugden van Maria                                                   |
| ff. 56v-125r:   | Kleine Officie van Onze Lieve Vrouw                                           |
| ff. 126r-133v:  | Officie van de Heilige maagd te reciteren bij de vespers gedurende de Advent. |
| ff. 134v-148r:  | Boetepsalmen                                                                  |
| ff. 148r-157v:  | Litanie van alle Heiligen                                                     |
| ff. 158v-204r:  | Dodenofficie                                                                  |
| ff. 204v-208r:  | Passiegebeden                                                                 |
| ff. 208v-210r:  | De aflaatgebeden van de heilige Gregorius                                     |
| ff. 210v-236v:  | Suffragia (gebeden tot de heiligen)                                           |
| ff. 237r-f237v: | Aflaatgebed tot Maria (later toegevoegd)                                      |

## Miniaturisten
Gerard Horenbout was grotendeels verantwoordelijk voor 38 van de miniaturen in het eerste gedeelte van het handschrift. De 12 kalenderminiaturen werden gemaakt door zijn atelier. Typisch voor Horenbout zijn de robuuste, wat houterige figuren geplaatst in een kleurvol landschap of in gedetailleerde interieurs. De gezichten van zijn personages zijn goed uitgewerkt. Zijn figuren zijn vrij bewegingsloos afgebeeld. Hij schildert graag verhalende scènes en zijn werk is dikwijls vrij monumentaal. Gebaseerd op de stijl zou dit werk zou tot de vroege periode van Gerard Horenbout horen en te dateren zijn op een periode rond 1500.
Alexander Bening nam met zijn atelier 37 miniaturen voor zijn rekening waarvan 24 in de suffragia. Er zijn twee handen te herkennen in de afbeeldingen van de heiligen in de suffragia. De ene schildert de gezichten en de huid erg wit en gebruikt geïdealiseerde figuren; de ander geeft zijn figuren een donkerder huidtoon en schildert vrij realistisch.
Het Getijdenboek van Johanna van Castilië behoort tot dezelfde iconografische groep van handschriften van de hand van Horenbout en Bening als het Rothschild-getijdenboek, het Spinola-getijdenboek,  het Breviarium-Grimani en het Breviarium Mayer van den Bergh. Het is zeer verwant met het Rothschild-getijdenboek: de kalender heeft nagenoeg dezelfde miniaturen, in de getijden zijn er een aantal zeer gelijkaardige miniaturen en ook in de suffragia vinden we dezelfde stijl terug naast een aantal identieke figuren.

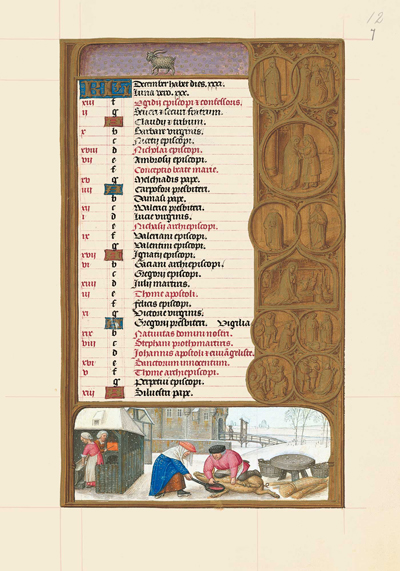
Kalenderblad december, f7r.

## Kalender
De lay-out kan men terugvinden in de ‘Codicologische omschrijving’. De tabel met heiligenfeesten is vrij eenvoudig. Bovenaan vindt men de initialen ‘KL’ in bladgoud op een geschilderde achtergrond, naast de titellijn die de maand opgeeft en het aantal dagen en in de tweede lijn het aantal dagen in de maancyclus. Daaronder zijn er drie kolommen. In de eerste vindt men het numerus aureus dat toelaat om in een gegeven jaar, de dagen van nieuwe en volle maan te bepalen. Dit was belangrijk voor de berekening van de paasdatum. In de tweede kolom vindt men de zondagsletter waarmee men de dagen van de week aan de kalender kan verbinden. De kalender is nog opgesteld in functie van de Juliaanse kalender, er is dus geen rekening gehouden met het later ingevoerde schrikkeljaar. De derde kolom bevat de bijzondere feesten of de heiligen die op de betrokken dag worden gevierd. De heiligen die bijzonder vereerd werden of de belangrijke feesten werden in het rood geschreven en zijn afgebeeld in de medaillons in de marge. De tekens van de dierenriem voor september en oktober komen niet overeen met de gebruikelijke volgorde vastgelegd door Isidorus van Sevilla in zijn Etymologiae: september heeft ‘schorpioen’ en oktober ‘weegschaal’ als teken. De bas de page miniaturen stemmen overeen met die in de kalender van de Rothschild-getijden. De kalendertabel zelf is hier van het Vlaamse type: alle dagen zijn ingevuld, wat niet het geval is in de Rothschild-getijden.

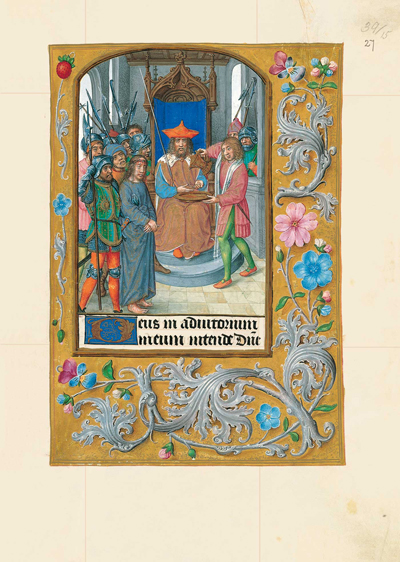
Christus voor Pilatus, f27r.

### Kruisgetijden
Gerard Horenbout introduceerde in dit handschrift een totaal nieuw element in de Vlaamse miniatuurkunst: hij plaatste in de Korte getijden van het heilig kruis bij het begin van elke sectie twee miniaturen tegenover elkaar. De linkse is een echte volbladminiatuur, die aan de rechterzijde is iets kleiner want ze bevat twee tekstlijnen. De omkadering van beide miniaturen is steeds van hetzelfde, type hetzij een architecturaal kader, hetzij strooibloemen, hetzij acanthusranken. Als men het boek op een dergelijke plaats opent lijkt het een dubbelblad met een symmetrische opbouw en doet het denken aan een geschilderde diptiek. De dubbele miniaturen zijn geplaatst aan het begin van elk uur en ze bevatten telkens scènes uit het lijdensverhaal van Christus. Dit verhaal wordt dus verteld in veertien scènes wat uitzonderlijk is voor deze korte getijden. In de meeste getijdenboeken waarin de korte kruisgetijden zijn opgenomen worden ze voorafgegaan door een miniatuur van de kruisiging. 
Ondanks de uitgebreide miniaturenreeks van de kruisgetijden is de passiecyclus niet volledig in vergelijking met de evangelies. Maar de kunstenaar heeft dit opgevangen door in sommige miniaturen meerdere opeenvolgende scènes weer te geven. Op de miniatuur van de kruisiging f29r zien we als hoofdtafereel de gekruisigde stervende Christus met aan de voet van het kruis zijn moeder, Maria, die door Johannes wordt ondersteund. In de achtergrond kunnen we zien hoe Christus aan het op de grond liggende kruis genageld wordt en nog meer aan de rand van de heuvel, zien we de soldaten die dobbelen om het naadloze opperkleed van Christus. De artiest geeft hiermee het klassieke principe van eenheid van tijd en eenheid van handeling op, dat hij in andere miniaturen wel respecteerde, omwille van de volledigheid van het verhaal.
De korte kruisgetijden hebben maar zeven uren in plaats van de gebruikelijke acht, de lauden ontbreken hier.

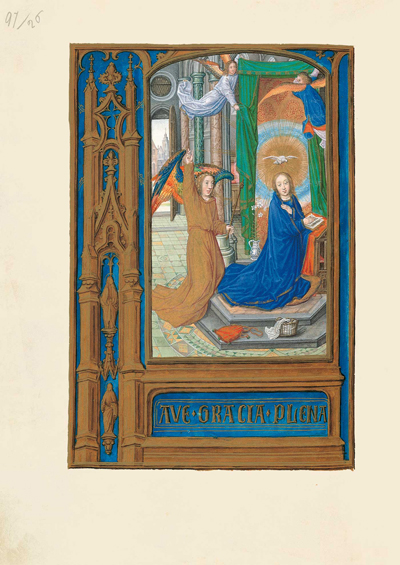
Annunciatie, f55v

| Folia   | Uur       | Miniatuur op verso zijde                                           | Miniatuur op recto zijde                       |
| ------- | --------- | ------------------------------------------------------------------ | ---------------------------------------------- |
| 18v-19r | Metten    | De intrede van Christus in Jeruzalem.                              | Het laatste avondmaal.                         |
| 20v-21r | Priem     | Soldaten vallen bij de ontmoeting met Jezus in de Hof van Olijven. | De Judaskus en de gevangenneming van Christus. |
| 22v-23r | Terts     | Christus voor Kaifas.                                              | Bespotting van Christus.                       |
| 24v-25r | Sext      | De geseling van Christus.                                          | De doornenkroning.                             |
| 26v-27r | None      | Ecce Homo.                                                         | Pilatus wast zijn handen in onschuld.          |
| 28v-29r | Vespers   | Christus met zijn kruis op weg naar Golgotha.                      | De kruisiging van Christus.                    |
| 30v-31r | Completen | De kruisafname.                                                    | De graflegging van Christus.                   |

### Mariagetijden
De Mariagetijden vormen de kern van elk getijdenboek en ze zijn meestal de meest uitbundig versierde sectie. Normaal wordt elk uur aangekondigd met een miniatuur, dikwijls een volbladminiatuur. De meeste getijdenboeken gebruiken hiervoor dezelfde serie van thema’s namelijk:
- Metten: De annunciatie
- Lauden: Visitatie
- Priem: Geboorte van Christus
- Terts: Verkondiging aan de herders
- Sext: Aanbidding der wijzen
- None: Opdracht in de tempel
- Vesper: De moord op de onnozele kinderen
- Completen: De kroning van Maria

Die cyclus van afbeeldingen is eigenlijk afkomstig van de eerste handschriften voor lekendevotie: de psalters. In die vroege psalters werden vaak twee cycli uit het leven van Christus gebruikt: de kindsheidcyclus en de passiecyclus. Toen in de 12e – 13e eeuw het getijdenboek ontstond uit het psalter, door weglating van de psalmen, bleven deze twee illustratiecycli bewaard. Men vindt dus getijdenboeken die de passiecyclus of een combinatie van passie- en kindheidscyclus gebruiken voor de illustratie van de Mariagetijden.
Een mooi voorbeeld hiervan is het Getijdenboek van Jeanne d'Évreux.
In het voorliggende getijdenboek is in de Mariagetijden dezelfde techniek toegepast als in de kruisgetijden: elke gebedsstonde wordt voorafgegaan door een dubbelminiatuur. De Mariagetijden hebben acht gebedsstonden, we vinden hier dus acht paren van miniaturen. Op de versozijde wordt telkens een scène uit het leven van Maria afgebeeld op de rectozijde vindt men dan een scène uit het Oude Testament met een typologisch verband met de hoofdscène behalve in de priem, de terts en de completen.
| Folia     | Uur       | Miniatuur op verso zijde                                  | Miniatuur op recto zijde                                               |
| --------- | --------- | --------------------------------------------------------- | ---------------------------------------------------------------------- |
| 56v-57r   | Metten    | De annunciatie                                            | Mozes voor het brandende braambos & Gideon en het mirakel van de dauw. |
| 76v-58r   | Lauden    | De Visitatie                                              | Sarah en Tobias ontvangen door Anna.                                   |
| 89v-90r   | Priem     | De geboorte van Christus                                  | De profetie van de Tiburtijnse Sibille aan keizer Augustus.            |
| 95v-96r   | Terts     | De aankondiging aan de herders                            | De aanbidding der herders                                              |
| 101v-102r | Sext      | De aanbidding der wijzen                                  | De drie helden die David te drinken halen uit de bron van Bethlehem    |
| 106v-107r | None      | De opdracht van Jezus in de tempel                        | De toewijding van Samuel aan de Heer.                                  |
| 111v-112r | Vespers   | De moord op de onnozele kinderen en de vlucht naar Egypte | Het kind Mozes neemt de kroon van de farao.                            |
| 119v-120r | Completen | De ontslaping van Maria                                   | De kroning van Maria in de hemel.                                      |

### Suffragia
De suffragia of gebeden tot de heiligen is eveneens een van de secties die in de meeste getijdenboeken voorkomt. Ze bestaat uit gebeden tot de heiligen om hulp of voorspraak bij God af te smeken. Deze gebeden zijn afkomstig uit het ‘Eigene der heiligen’ in het brevier. De gebeden bestaan meestal uit vier onderdelen: een antifoon, een beurtzang met vers en respons en een slotgebed of collecta. De eerste drie onderdelen zijn een lofbetuiging aan de heilige. Het slotgebed blikt meestal terug op een episode uit het leven van de heilige en vraagt in het tweede deel om voorspraak van de heilige bij God.
De suffragia beginnen altijd met een gebed tot God of de drie personen van de Heilige Drievuldigheid, gevolgd door een gebed tot Maria en tot de aartsengel Michael en Johannes de Doper. Daarna volgen de heiligen: eerst de apostelen, vervolgens de martelaren, de belijders, de vrouwelijke martelaars en de vrouwelijke belijders. De volgorde in elke categorie is in principe dezelfde dan in de litanie hoewel sommige heiligen, voor wie de opdrachtgever een bijzondere devotie had, soms naar voor worden geschoven.
In de suffragia komt de volbladminiatuur telkens op de versozijde met de beginlijnen van het gebed. De tekst komt in een gouden kader op de rectozijde. Beide bladzijden zijn versierd met margedecoratie. De suffragia bevatten de gebeden tot de volgende heiligen:

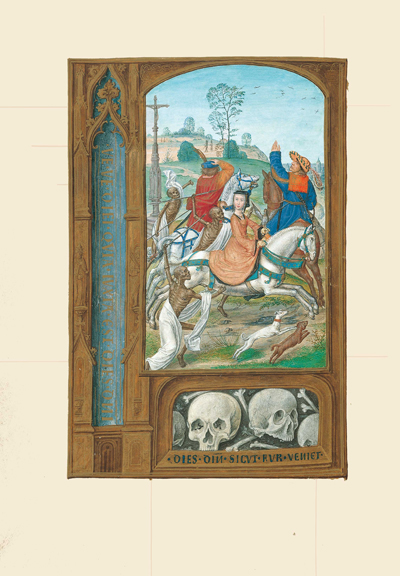
De drie levenden en de drie doden, f158v, Dodenofficie.

| Folium   | Heilige                         | Folium   | Heilige                       |
| -------- | ------------------------------- | -------- | ----------------------------- |
| f. 210v: | De Drievuldigheid.              | f. 211v: | Johannes de evangelist.       |
| f. 212v: | Johannes de Doper.              | f. 213v: | De HH. Petrus en Paulus.      |
| f. 214v: | De H. Andreas.                  | f. 215v: | De H. Jacobus.                |
| f. 216v: | De aartsengel Michael.          | f. 217v: | De H. Laurentius.             |
| f. 218v: | De H. Nicolaas.                 | f. 219v: | De H. Antonius.               |
| f. 220v: | De H. Sebastianus.              | f. 221v: | De H. Adrianus.               |
| f. 222v: | De H. Christoffel.              | f. 223v: | De H. Joris.                  |
| f. 224v: | De H. Stefanus.                 | f. 225v: | De H. Hiëronymus.             |
| f. 226v: | De H. Franciscus van Assisi.    | f. 227v: | De H. Martinus van Tours.     |
| f. 228v: | De H. Bernardus van Clairvaux.  | f. 229v: | Alle heiligen.                |
| f. 230v: | Anna te Drieën.                 | f. 231v: | De H. Maria Magdalena.        |
| f. 232v: | De H. Catharina van Alexandrië. | f. 233v: | De H. Barbara van Nicomedië.  |
| f. 234v: | De H. Margaretha van Antiochië. | f. 235v: | De H. Elizabeth van Hongarije |

## Opdrachtgever
Het handschrift bevat geen aanwijzingen die toelaten de opdrachtgever met zekerheid vast te stellen. Er zijn wel een aantal indicaties die in een bepaalde richting wijzen.
De uitvoerige inhoud en de luxueuze uitvoering met een groot aantal miniaturen wijst op een opdrachtgever uit een koningshuis. Dit wordt bevestigd door het overvloedige gebruik van goud en lapis lazuli en de uitbundige decoratie met versierde initialen, lijnvullers en marges voor elke tekstbladzijde. De uitgebreide verluchtingscyclus van de korte kruisgetijden maakt het handschrift uniek in zijn soort. Het is dus vrij zeker dat het handschrift een bestelling was van een hooggeplaatste persoon uit de hofkringen.
De verwijzingen naar Johannes de Evangelist en Johannes de Doper in de kalender, de litanie en de suffragia laat vermoeden dat het handschrift gemaakt werd voor iemand, man of vrouw, met die voornaam. Verder wijzen  de opname in de litanie van de martelaren Emeterius en Celedonis, de belijders Isidorus van Sevilla, Ildefonsus van Toledo, Adelelmus van Burgos en de zusters Marina en Quiteria van Bayonne duidelijk in de richting van Spanje.
Gezien de stijl van het handschrift wijst naar een ontstaansdatum omstreeks 1500 werd de hypothese geopperd dat het zou kunnen gaan om een bestelling van Margaretha van Oostenrijk en dat het getijdenboek bedoeld was voor Johanna van Castilië als geschenk ter gelegenheid van haar huwelijk met Filips de Schone in 1496. Een element dat in die richting wijst is de miniatuur op f158v bij het begin van het officie van de doden. Het is een voorstelling van het thema van ‘de drie levenden en de drie doden’. In de miniatuur, die identiek is aan die in de Berlijnse getijden van Maria van Bourgondië. Gezien het hoofdpersonage in deze miniatuur een vrouw is, kan men er haast zeker van zijn dat het handschrift bedoeld was voor een vrouw. De Getijden van Johanna van Castilië werden dus misschien besteld als herinnering aan de voormalige hertogin van Bourgondië door haar dochter voor haar schoonzus Johanna, ter gelegenheid van het huwelijk van haar broer met de infante van Castilië, maar dit alles blijft voorlopig een hypothese.